# جک متیوز
جک متیوز (انگلیسی: Jack Matthews؛ ۲۲ ژوئیه ۱۹۲۵ – ۲۸ نوامبر ۲۰۱۳) رمان‌نویس اهل ایالات متحده آمریکا بود.